# André Lotterer
André Lotterer (Duisburg, Zapadna Njemačka, 19. studenog 1981.) je njemački vozač automobilističkih utrka, te aktualni vozač Porschea u prvenstvu Formule E.
U utrkama izdržljivosti ostvario je 3 pobjede na 24 sata Le Mansa i još ponešto top 3 plasmana na navedenoj utrci. Uz to, WEC prvakom postaje 2012. i još 3 puta postaje viceprvakom te serije. U Japanu se izgradio kao jedan od najboljih stranaca u povijesti japanskog motorsporta osvajavši titule i pobjede u japanskoj Formuli Nippon i japanskom GT prvenstvu. Jedini nastup u Formuli 1 je ostvario na Velikoj Nagradi Belgije 2014. unatoč testiranju za Jaguar 2002. Iako je impresionirao mnoge unatoč dobi od čak 34 godine, zbog neslaganja s Caterhamom oko nastupa na slobodnom treningu na VN Italije, odustaje od Formule 1 i vraća se utrkama izdržljivost.

## Vanjske poveznice
- André Lotterer - Stats F1
- All Results of Andre Lotterer - Racing Sports Cars